# Thalictrum flavum
Espèce
Classification APG III (2009)
Thalictrum flavum est une espèce de plantes à fleurs de la famille des Renonculacées. Elle est connue sous les noms vernaculaires de Pigamon jaune ou Pigamon noircissant ou autrefois sous les noms de Pigamon commun, Rue des prés, Rhubarbe des pauvres.
C'est une plante originaire des montagnes à forte hygrométrie. Elle est présente en Eurasie, en passant par le Caucase et allant jusqu'à la Sibérie.
Sa taille peut atteindre 100 cm de hauteur pour 45 cm de largeur. C'est une plante vivace à la tige haute érigée et robuste, dont les fleurs mousseuses jaunes odoriférantes s'épanouissent en été.

## Description
La fleur a un périanthe à quatre ou cinq segments, blanc-verdâtre, membraneux. Nombreuses étamines, environ deux fois la longueur des segments du périanthe. Filaments érigés, 3–5 mm de long, jaunes. Six à neuf carpelles, libres et non pédonculés, même pendant la fructification. Inflorescence : corymbe multiple. 
La tige souterraine a de nombreuses racines adventives ; les feuilles sont alternes, engainantes, bi à tri-pennées, à limbe plus long que large.

## Habitat
Prairies alluviales régulièrement fauchées, les fossés.

## Distribution
Elle est présente dans presque toute l'Europe, en incluant la Belgique, la France et la Suisse.
Sur le territoire français, elle se trouve partout sauf dans les montagnes, le sud-ouest, la Bretagne et la Corse.

C'est une plante en régression, principalement dans le sud de la France : elle est menacée par la dégradation des bords de cours d'eau ou des milieux marécageux.

## Statut
Le pigamon jaune est sur la liste des espèces végétales protégées du Nord-Pas-de-Calais et au sud en Midi-Pyrénées, Aquitaine et dans le Centre.
Il est signalé dans plusieurs réserves naturelles :
- le marais de Montfort dans l'Isère,
- les prairies humides des Caforts dans la Sarthe près d'une ancienne carrière de tuffeau,
- le pré des Nonettes au cœur du marais du Vivier, ancien vivier de l’abbaye de Marchiennes dans le Nord, et la tourbière de Vred, ainsi que les étangs du Romelaëre,
- la ripisylve alluviale du Rhône du Pont de Groslée à Murs-et-Gélignieux et de ses anciens bras,
- Saint-Mesmin le long de la vallée de la Loire.

Elle apparaît dans la liste rouge des plantes de Suisse.

## Étymologie
Du grec thalleïn verdir et ictar vite, par allusion à sa rapidité de végétation.

## Pharmacopée
C'est une espèce végétale à berbérine dont l'effet anti-inflammatoire est utilisé par la pharmacopée asiatique.